# Happy House (single)
Happy House is een single van Siouxsie and the Banshees, afkomstig van het album Kaleidoscope. Het is geschreven door Siouxsie Sioux en Steven Severin.
Het is de tweede top 20-hit voor de groep in de UK Singles Chart. Het nummer behaalde de 17e positie. De eerste single die in de top 20 van deze hitlijst stond, was Hong Kong Garden.